# Chamaeleo calcaricarens
Chamaeleo calcaricarens là một loài thằn lằn trong họ Chamaeleonidae. Loài này được Böhme mô tả khoa học đầu tiên năm 1985.